# Ernesto Casimiro II de Ysenburg y Büdingen
Ernesto Casimiro II de Ysenburg y Büdingen (14 de diciembre de 1806, Büdingen - 16 de febrero de 1861, Büdingen) fue el segundo Príncipe de Ysenburg y Büdingen. Ernesto Casimiro era el mayor de los hijos varones y segundo vástago de Ernesto Casimiro I, 1º Príncipe de Ysenburg y Büdingen, y de su esposa la Condesa Fernanda de Erbach-Schönberg.

## Educación y servicio militar
A la edad de 12 años, Ernesto Casimiro asistió al Pädagogium Real Prusiano en Halle. Después de pasar el Maturum en 1826, Ernesto Casimiro estudió primero en la Universidad de Giessen y después en el Colegio de Historia y Arqueología de Berlín. Para aprender la lengua francesa, estudió temporalmente en Basilea y Ginebra. Ernesto Casimiro también sirvió durante varios años en el Ejército Imperial y Real del Imperio austríaco. El 1 de noviembre de 1848, sucedió con el título de Príncipe de Ysenburg y Büdingen tras la abdicación de su padre.

## Matrimonio e hijos
Ernesto Casimiro contrajo matrimonio con la Condesa Tecla de Erbach-Fürstenau, la cuarta hija del Conde Alberto de Erbach-Fürstenau y de su esposa la Princesa Emilia de Hohenlohe-Neuenstein-Ingelfingen, el 8 de septiembre de 1836 en Beerfelden. Ernesto Casimiro y Tecla tuvieron cinco hijos:
- Bruno Casimiro Alberto Emilio Fernando, 3º Príncipe de Ysenburg y Büdingen (14 de junio de 1837 en Büdingen - 26 de enero de 1906 en Büdingen)

∞ Princesa Matilde de Solms-Hohensolms-Lich (1842-1867) el 31 de julio de 1862 en Lich, tuvieron dos hijos
∞ Condesa Berta de Castell-Rüdenhausen (1845-1927) el 30 de septiembre de 1869 en Rüdenhausen, tuvieron ocho hijos
- Príncipe Adalberto de Ysenburg y Büdingen (17 de febrero de 1839 en Büdingen - 29 de agosto de 1885 en Kennenberg)

∞ Princesa Alejandra de Ysenburg y Büdingen en Wächtersbach (1855-1932) el 18 de noviembre de 1875 en Wächtersbach, sin descendencia
- Princesa Emma Fernanda Emilia de Ysenburg y Büdingen (23 de febrero de 1841 en Büdingen - 22 de abril de 1926 en Rüdenhausen)

∞ Wolfgang, Príncipe de Castell-Rüdenhausen  (1830-1913) el 17 de mayo de 1859 en Büdingen, tuvieron nueve hijos
- Princesa Inés María Luitgarde de Ysenburg y Büdingen (20 de marzo de 1843 en Büdingen - 17 de octubre de 1912 en Meerholz)

∞ Carlos, Conde de Ysenburg y Büdingen en Meerholz (1819-1900) el 21 de noviembre de 1865 en Büdingen, tuvieron cinco hijos, entre ellos:
1. Conde Federico de Ysenburg y Büdingen en Meerholz, quien desposó a la Princesa María de Reuss-Greiz (hija del Príncipe Enrique XX de Reuss-Greiz), sin descendencia
2. Condesa Gisela de Ysenburg y Büdingen en Meerholz, quien desposó al Príncipe Federico Guillermo de Lippe (hijo del Conde Julio de Lippe-Biesterfeld) y tuvieron una hija, la Princesa Calixta de Lippe

- Príncipe Lothar de Ysenburg y Büdingen (27 de septiembre de 1851 en Büdingen - 23 de febrero de 1888 en Wiesbaden)

∞ Condesa Jacqueline Worbert de Wassenaer-Starrenburg (1853-1930) el 19 de agosto de 1875 en Almelo, sin descendencia